# Iodopleura fosca
La iodopleura fosca (Iodopleura fusca) és una espècie d'ocell de la família dels titírids (Tityridae). És troba estès al massís de les Guaianes, al nord de l'Amèrica del Sud. El seu hàbitat són els boscos tropicals i subtropicals de frondoses humits de les terres baixes. El seu estat de conservació es considera de risc mínim.